# الخاصرة القديمة
مركز الخاصرة القديمة هو مركزٌ إداري تابعٌ لمحافظة القويعية في منطقة الرياض ، ويصنف من فئة (ب) ورمزها 1220.